# Daniel Soungole
Soune Daniel Soungole (Agbaou-Ahéoua, 26 febbraio 1995) è un calciatore ivoriano naturalizzato nigerino, centrocampista del Sokol Brozany e della nazionale nigerina.

## Carriera

### Club
Il 3 febbraio 2016 viene acquistato a titolo definitivo dalla squadra ceca del Teplice.

### Nazionale
Dopo aver giocato nella nazionale ivoriana Under-17 ha rappresentato il Niger a livello di nazionale maggiore.

## Palmarès

### Club

#### Competizioni nazionali
- Coppa della Repubblica Ceca: 1

Slovan Liberec: 2014-2015